# Rafael López Aliaga
Rafael Bernardo López-Aliaga Cazorla (Lima, 11 de febrero de 1961) es un empresario y político peruano, miembro del partido Renovación Popular, y actual alcalde de Lima tras vencer en las elecciones municipales del 2022. Fue fundador y accionista de Peruval Corp SA además de ser accionista de Ferrocarril Transandino S. A. Es presidente del directorio de Peru Holding de Turismo (PTHSAA) desde 1991.
Fue regidor en la Municipalidad de Lima de 2007 a 2010. Es fundador y actual líder del partido Renovación Popular desde octubre de 2020. Anteriormente, se desempeñó como secretario general de Solidaridad Nacional desde septiembre de 2019 hasta la disolución del mismo en octubre de 2020. A inicios de octubre de 2022, resultó elegido como alcalde metropolitano de Lima para el periodo 2023-2026 en las elecciones regionales y municipales de Perú de 2022.
Su posición política tiende al ultraconservadurismo —ha sido denominado el ‘Bolsonaro peruano’— y a la ideología provida. También ha rechazado los derechos a la eutanasia, al matrimonio igualitario y la adopción homoparental. Es uno de los firmantes de la Carta de Madrid, junto con otros políticos sudamericanos de extrema derecha como José Antonio Kast, Eduardo Bolsonaro y Javier Milei.
Es miembro numerario de la organización católica Opus Dei a la cual se integró a los diecinueve años. Ha declarado ser practicante de la abstinencia sexual y la autolesión bajo los conceptos de «celibato» y «mortificación corporal» mediante el uso de un cilicio.
López-Aliaga es investigado por el Ministerio Público por un caso de lavado de activos. De acuerdo con las pesquisas, se habría beneficiado con un esquema de corrupción en la Caja Metropolitana de Lima durante la gestión de la alcaldesa Susana Villarán.Sin embargo no se encontraron hasta el momento pruebas.

## Biografía
Rafael Bernardo López Aliaga Cazorla nació el 11 de febrero de 1961 en el distrito de Lima, de la ciudad homónima, la capital del Perú. Es hijo de Fernando López Aliaga Botto y Paula Cazorla Talleri. Creció y permaneció en Pomalca, hacienda azucarera de Chiclayo, hasta los veintidós años. Realizó sus estudios escolares en el Colegio San Agustín de Chiclayo.
Estudió Ingeniería Civil en la Universidad Nacional Pedro Ruiz Gallo y luego se trasladó a la Universidad de Piura, en la cual estudió Ingeniería Industrial. Obtuvo el grado de bachiller en 1983. Posteriormente, obtuvo una maestría en Administración de Empresas (MBA), en la Universidad del Pacífico, y realizó el Programa de Alta Dirección (PAD) de la Universidad de Piura. Luego de sus estudios, ingresó a trabajar en el Citibank de Lima.

### Carrera empresarial
Fue gerente de Créditos Corporativos en el Citibank, en los años ochenta, y cofundador de Peruval Corp, una empresa de valores. También fundó el Grupo Acres. Es accionista de Ferrocarril Transandino.
Según la hoja de vida entregada al Jurado Nacional de Elecciones (JNE) al presentarse como candidato a la presidencia de la república, declaró ser el presidente del directorio de PeruRail y Ferrocarril Transandino desde 1999, cargos que Lorenzo Sousa Debarbieri también ocupa en alternancia anual. López-Aliaga y Souza tienen disputas legales desde 2004.
Es accionista conjuntamente con Lorenzo Sousa de la empresa Perú Belmond Hotels, a la cual le pertenece el Hotel Monasterio en Cusco, entre otros. También asumió la dirección de la Promotora de Educación y Cultura (Prodec) desde 1994, cuya empresa administra el colegio Los Álamos.y desde el 2025 los colegios Humtec y Miravalles ambos ubicados en el distrito de Comas. 
Ha sido incluido en el caso de los Panamá Papers, en 2016, por empresas inscritas en paraísos fiscales y lavado de activos. Ya anteriormente, en 2001, estuvo involucrado en una investigación del Congreso que incluyó a Lan Perú y a Peruval Corp, por venta de acciones y presunta evasión de impuestos.
Durante 2017 y 2020, López-Aliaga se desempeñó como catedrático en la Universidad Nacional de Ingeniería.

### Vida personal
López-Aliaga es miembro del Opus Dei y caballero de la Orden de Malta. Declaró que practica el celibato y la mortificación como parte de su fe católica desde los diecinueve años.

## Carrera política

### Antecedentes
Ingresó a la política al ser regidor de la Municipalidad Metropolitana de Lima, en 2007, por Unidad Nacional, alianza la cual Solidaridad Nacional era parte. Fue elegido para la dirección partidaria de este último en septiembre de 2019. Llegó a ese partido gracias a su amistad con el expresidente del partido Luis Castañeda Lossio. Reconoció que, cuando era regidor, respaldó la concesión de la futura Línea Amarilla a la empresa OAS, investigada por actos de corrupción.
Postuló por la Alianza Solidaridad Nacional al Congreso de la República en 2011. Si bien la alianza tuvo representación parlamentaria, este no consiguió una curul con el partido, obteniendo 11877 votos.
Tras la disolución del Congreso de la República del Perú, su partido se presentó en la elecciones parlamentarias de Perú de 2020; no obstante, este no logró pasar la valla electoral del 5% y no obtuvo escaños en el Congreso.

### Candidatura presidencial de 2021

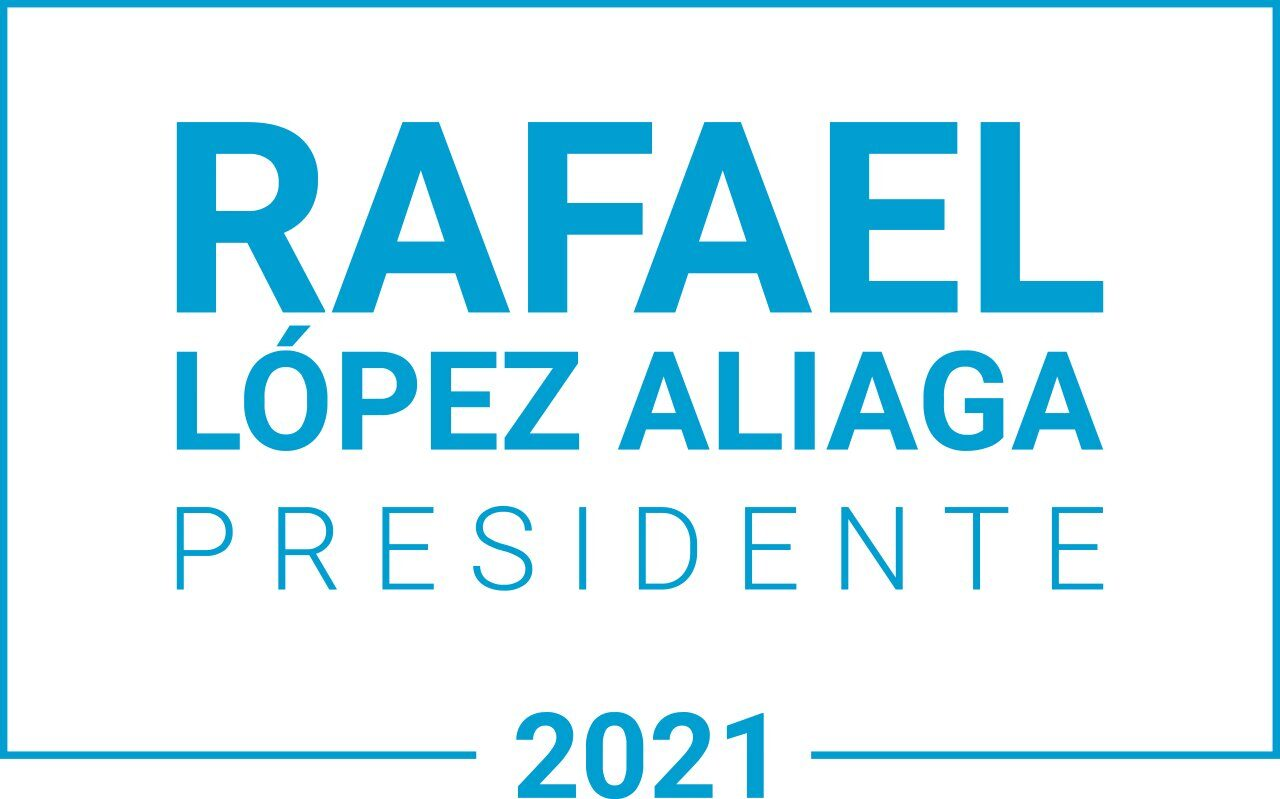
Logo de campaña Rafael López-Aliaga 2021

Durante la campaña de 2019, López Aliaga anunció su intención de postularse para la presidencia de Perú en las elecciones generales de 2021, considerándose inclusive a sí mismo como el Bolsonaro peruano (en alusión al entonces presidente de Brasil, Jair Bolsonaro). Sin embargo, luego de los bajos resultados de su partido en las elecciones parlamentarias de 2020, anunció una refundación organizativa.
En octubre de 2020, López Aliaga fundó oficialmente Renovación Popular, disolviendo Solidaridad Nacional al cambiar el nombre de la organización registrada. Asumió el cargo de presidente de Renovación Popular, y afirmó que el partido está «refundado con principios de solidaridad y de la mano de Cristo». Los candidatos de derecha intentaron marcar distancia de López Aliaga, a quien tildaron de extremista. Hernando de Soto declaró que una victoria de López Aliaga sería «lo peor que le puede pasar al país», mientras que Keiko Fujimori lo describió como «rayadazo».
En su campaña electoral, ha propuesto la fusión de ministerios. Se crearía el ministerio de Alimentación (uniendo Desarrollo Agrario y Riego y Producción), de Infraestructura (uniendo Transportes y Comunicaciones y Vivienda, Construcción y Saneamiento), Justicia Social y Trabajo (uniendo Justicia y Derechos Humanos, Mujer y Poblaciones Vulnerables y Trabajo y Promoción del Empleo) además se fusionarían los ministerios de Educación y Cultura.

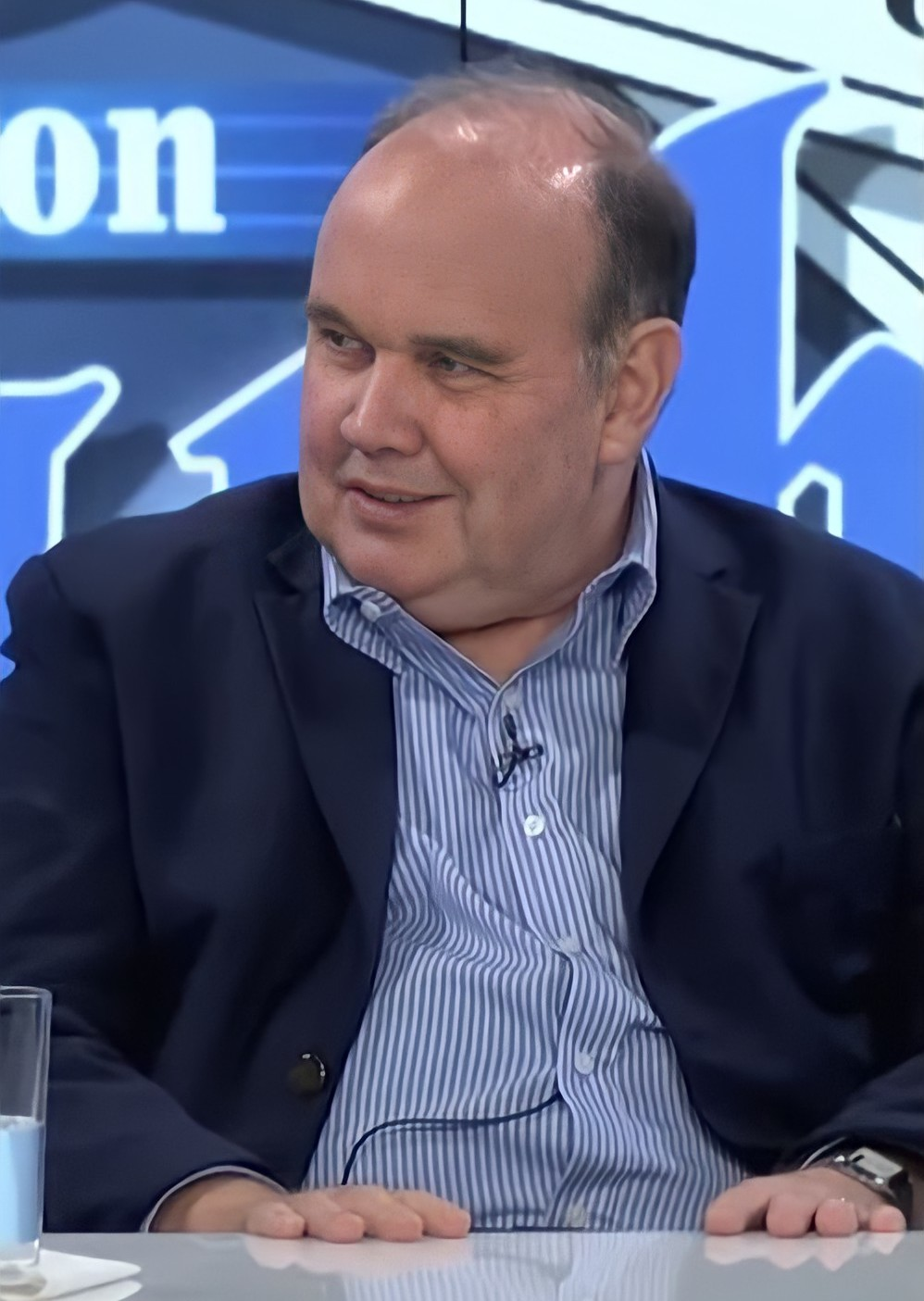
Rafael López Aliaga durante una entrevista en el programa Rey con Barba de Willax Televisión.

Hace campaña en una plataforma neoliberal sobre cuestiones económicas y una conservadora sobre cuestiones sociales. Miembro del Opus Dei, a veces se le describe como un fundamentalista religioso. Pide la prohibición de la educación sexual en las universidades, que él ve como una forma de «marxismo cultural» que promueve la homosexualidad, la prohibición del aborto, incluso en casos de violación o peligro para la vida de la madre, y la prohibición del matrimonio entre personas del mismo sexo, viendo la homosexualidad como «un problema que necesita ser curado». También se opone a la anticoncepción.
En materia económica, quiere favorecer la inversión privada y limitar la presencia del Estado. Propuso abolir programas sociales como la distribución de alimentos en las escuelas pobres, expresando que la asistencia social debería ser manejada por asociaciones privadas y no por las autoridades públicas.
Según The Guardian, los grupos de derechos humanos estaban «alarmados por su uso de teorías de conspiración, desinformación y discursos de odio contra opositores y periodistas».  Sobre la pandemia de COVID-19, se opone a las restricciones de viaje y al uso de mascarillas. Él mismo no suele usar mascarillas en sus apariciones públicas, aunque explica que a veces las usa «para que la prensa no lo critique». Aboga por que la campaña de vacunación se deje en manos del sector privado y que las personas paguen por el acceso a la vacunación. Según Vice, López Aliaga ha difundido desinformación sobre las vacunas de COVID-19 en Perú, acusando al presidente Sagasti de cometer «genocidio» por comprar lo que llamó «vacunas ineficaces». Un mes antes de las elecciones, López Aliaga pidió la destitución del presidente Sagasti, lo que generó preocupación entre los candidatos presidenciales de que estaba promoviendo un golpe de Estado contra el presidente.
Como parte de su campaña, afirmó que las elecciones del 2021 serían «la última elección libre en Perú» y «si no vamos bien, esto será Venezuela o Cuba, recuérdame». También culpó a los presidentes Martín Vizcarra y Francisco Sagasti por los problemas económicos de Perú, describió la administración de Vizcarra como un «estilo comunista de gobierno» y llamó a Sagasti un «payaso». Propuso una mayor desregulación del Perú y la eliminación de la mitad de sus ministerios.
En Perú, se le conoce comúnmente con el sobrenombre de Porky, en referencia al Puerco Porky. Aliaga adoptó su apodo para su campaña, por lo que ocasionalmente se disfrazó de cerdo para protestar contra la corrupción omnipresente en el país.
En una entrevista realizada, el 19 de enero de 2021, en ATV, generó polémica con la opinión que brindó respecto a su postura en contra del aborto en casos de violación. Las palabras que mencionó fueron: «Soy hotelero. Tengo hoteles cinco estrellas, para mí darle un hotel cinco estrellas como vivienda a una niña es darle lo máximo que pueda darle de cariño». Según López-Aliaga, cuando una niña —víctima de abuso sexual— procrea, deja de ser una niña y pasa a ser «mujercita».
El 19 de febrero de 2020, el Jurado Electoral Especial (JEE) inició un proceso sancionador contra la candidatura de Rafael López-Aliaga por vulnerar normas de propaganda electoral. Esta medida fue aprobada debido a que el postulante dijo que al llegar a la presidencia «donará su sueldo a las organizaciones caritativas». El 25 de febrero de ese año fue excluido de las elecciones de 2021 por infracción al Reglamento para la Fiscalización y Procedimiento Sancionador. El 5 de marzo de 2021, el JNE confirmó que López Aliaga continuaba en carrera. Hernando de Soto, rival político en las elecciones de 2021, se presentó a la manifestación en las afueras del JNE, donde estaba Aliaga, al cual elogió.
Durante un evento con sus seguidores, López Aliaga causó polémica al referirse al caso de Ana Estrada, luego de que el Poder Judicial aceptase su decisión de practicar la eutanasia: «Sobre la eutanasia, yo les digo algo: si una persona se quiere matar, es libre. Si te quieres matar, te subes a un edificio y te tiras. Para qué busca que el Estado se entrometa en un tema tan privado». Tras estas palabras, la Asociación Psiquiátrica Peruana calificó como «falta de respeto» las declaraciones de López Aliaga.
Durante la campaña electoral, reportajes de prensa dieron cuenta que en la página de la Sunat que empresas relacionadas con López-Aliaga mantienen deudas coactivas por más de 28.4 millones de soles. Las empresas son Peruval Corp como Peru Holding de Turismo (PTHSAA) —donde López-Aliaga es presidente del directorio— y otras cuatro empresas donde es socio: Hotel Machu Picchu SA, Latincero Perú SAC, Marsano Palace SA y Perú Hotel SA. En tanto como persona natural según la SUNAT posee una deuda coactiva de 45 454 soles de febrero del 2021. Rafael por su parte declaró que dichas deudas no fueron notificadas y se tratan de deudas antiguas, que por su parte pediría la prescripción de dichas deudas, aunque fue desmentido ante dicha posibilidad.
El día 12 de marzo de 2021, presentó a su equipo técnico, en el cual incluyó a los exministros Alfonso Miranda Eyzaguirre, Carlos Herrera Descalzi, Alfonso Velásquez Tuesta, el exvicecanciller Eduardo Ponce Vivanco, el exvicepresidente de la república, Máximo San Román, la exparlamentaria Fabiola Morales Castillo, el expresidente del Poder Judicial Javier Villa Stein, el ex director general de la Policía José Tisoc Lindley, entre otros.
López-Aliaga obtuvo el 11.75% de los votos válidos, obteniendo el tercer lugar, con lo cual no logró pasar a segunda vuelta. Durante la segunda vuelta, López Aliaga apoyó a Keiko Fujimori de Fuerza Popular, en el balotaje, asegurando que «hay un fraude que ya no se puede tapar».

### Alcalde de Lima
López Aliaga fue electo alcalde de Lima, en elecciones municipales y regionales del 2 de octubre del 2022, por Renovación Popular, venciendo al candidato de Podemos Perú, Daniel Urresti, logrando 1 372 216 votos (26.292%) contra los 1 324 244 votos (25.373%) de Urresti. Durante su gestión, ha establecido un convenio con el Ejército Peruano para ampliar las obras de transporte. Además, ha nombrado a Justiniano Martínez, investigado por el colapso del puente Solidaridad en 2017, como nuevo gerente general de la Empresa Municipal de Apoyo a Proyectos Estratégicos.
En 2025 participó en la transmisión de IShowSpeed a Lima, una de las más importantes en la historia de internet en Perú. Se afirmaba que el propósito de la transmisión era mejorar la imagen de la ciudad a nivel mundial. El profesor de Ciencias Políticas de la Universidad Nacional Mayor de San Marcos, Alejandro Mejía, precisó que el recibimiento de Speed por parte de López Aliaga fue lo único de la gira latinoamericana que se organizó y se dio tanta difusión mediática, ya que los jóvenes «ya no se centran en los medios de comunicación masivos, sino en las redes sociales». Posteriormente, fue entrevistado por Andy Merino, anfitrión del evento.
Ese mismo año, los medios locales afirmaron que había creado el Grupo Especializado de Inteligencia Municipal, que operaría en paralelo a la Dirección Nacional de Inteligencia y al margen de cualquier fiscalización, con el objetivo de hacer frente a la crisis de seguridad. José Baella, jefe del GEIM, y el propio alcalde confirmaron la existencia del grupo. En paralelo, apoyó la convocatoria de ciudadanos a las protestas contra la crisis, pero criticó que se incorporaran partidos políticos rivales como el Partido Morado.  Para ello, se comprometió a vigilar a todos los manifestantes para evitar que se repitiera «otro Merinazo», en referencia a las protestas de 2020.
López Aliaga propuso postularse a la presidencia de la República cuando se le vio una caravana de vehículos en 2025. En esa caravana, dijo que participaba como «un ciudadano más» y no como alcalde de Lima.

## Ideología y tendencias sociopolíticas
Rafael López-Aliaga se considera un socialcristiano, mientras que el resto de medios de comunicación lo describen como un partidario de la extrema derecha de tendencia ultraconservadora. López-Aliaga ha dicho que es célibe y miembro del Opus Dei. También afirma practicar la autoflagelación para «unirse a la pasión de Cristo». Aun así, en la campaña electoral de 2021, afirmó que de llegar a la presidencia respetaría el carácter laico del Estado peruano, el cual se encuentra estipulado en la Constitución Política de 1993.
Varias declaraciones de López Aliaga son ultraconservadoras según Ojo Público. Se opone al matrimonio entre personas del mismo sexo (incluso a la unión civil), al uso de anticonceptivos, a la legalización de la marihuana y al aborto. Afirma que considera la homosexualidad «un problema que hay que curar». Su postura se concretó cuando renombró la Gerencia de la Mujer e Igualdad de la Municipalidad de Lima a la «Subgerencia de la Mujer y Familia», que es dependiente de la Gerencia de Desarrollo Humano, en 2023.
López Aliaga firmó la Carta de Madrid, un documento redactado por el partido de extrema derecha español Vox, en que lo elogió en el segundo Foro de Madrid de 2023, en donde fue organizador para la edición en Lima, que califica a los grupos de izquierda como enemigos de Iberoamérica involucrados en un «proyecto criminal» que están «bajo el paraguas del régimen cubano». Firmó el documento junto con otros políticos de derecha como Javier Milei de Argentina, José Antonio Kast de Chile y Eduardo Bolsonaro de Brasil, hijo del presidente Jair Bolsonaro. En julio de ese año, ratificó su apoyo a Vox a pesar de sus críticas en la intromisión de figuras políticas extranjeras en los asuntos internos a causa del conflicto diplomático. Luego, según The New York Times en 2025, el político mantuvo contactos con personas del entorno de Donald Trump durante la Conferencia de Acción Política Conservadora. El columnista de El Comercio, Giulio Valz-Gen, describió a López Aliaga como un político «más envalentonado que nunca en su narrativa anticaviar».
Es muy hostil a la izquierda peruana, acusando a todas las izquierdas no solo de corruptas, sino también de «comunistas» y «terrucas» (terroristas). Durante la campaña presidencial de 2021, lanzó las arengas «¡Muerte al comunismo! ¡Muerte a [Vladimir] Cerrón [líder de Perú Libre] y a Castillo!». También ha calificado de «comunistas» al Presidente Francisco Sagasti y a su predecesor Martín Vizcarra, aunque ambos suelen clasificarse como de centro-derecha, y ha pedido la destitución del primero. A pesar de ello, Castillo denunció a López Aliaga, pero perdió en última instancia por el Tribunal Constitucional (bajo el gobierno de Dina Boluarte) al percibir que «no constituyen la constatación irrefutable de una amenaza cierta e inminente de los derechos a la vida e integridad personal». Posteriormente, López Aliaga recibió de forma excepcional a una alta autoridad de un gobierno de tendencia comunista: Vietnam, un país que ha sido socio de la APEC.
Económicamente, es un defensor del sistema económico peruano, basado en el neoliberalismo, y utiliza su imagen de exitoso empresario. Sin embargo, según José Antonio Sanahuja y Camilo López Burian, la relación que estas derechas radicales latinoamericanas mantienen con el mercado global es ambivalente, pues asumen un enfoque neoliberal junto con un «rechazo, en clave nacionalista, de las instituciones regionales o globales de las que dependen los mercados abiertos». Anunció que cerrará programas sociales, como el reparto de alimentos a escolares en situación de pobreza, y que esa tarea sería asumida por voluntarios privados. Además, sus críticas a los organismos de derechos humanos fueron más notables cuando tachó de «sesgado» el informe de la CIDH tras la convulsión social. Luego anunció que tomaría acciones legales contra el Movimiento Manuela Ramos por, supuestamente, recibir financiación de la USAID.

## Controversias
No tiene registrado su Grado Académico en SUNEDU, probablemente no ha concluído sus estudios de Ingeniería.
El político fue acusado de tener deudas en cobranza coactiva por 8 empresas con el fisco peruano, con un monto de 32 millones de soles. Varias de esas compañías se encontraban en situación de no habidas. No obstante, López-Aliaga negó adeudar dicha cantidad al Estado peruano y anunció el inicio de un proceso ante un tribunal fiscal. Para agosto de 2022, la deuda ascendía a 35 millones de soles.

### Como candidato presidencial
En marzo de 2021, Beatriz Mejía Mori (activista provida y excandidata a la primera vicepresidencia de Renovación Popular) acusó a López-Aliaga de presuntos problemas con el alcohol. El entonces candidato presidencial rechazó esas declaraciones y acusó a Mejía de «extorsionar[le]» al pedirle dinero para contratar a su hijo y a un equipo de comunicadores. Dichas acusaciones, serían citadas en un pedido de exclusión en contra de su candidatura a la alcaldía limeña por su supuesta condición de «ebrio habitual». Esa solicitud sería rechazada por el organismo electoral peruano.
Coincidiendo con posterior la estrategia política de Keiko Fujimori, durante la campaña de la segunda vuelta presidencial, López-Aliaga encabezó una manifestación denominada «marcha por la democracia» en el Paseo de los Héroes Navales donde declaró ante un grupo de seguidores: «muerte al comunismo, muerte a Cerrón y a Castillo». Ante esto, fue denunciado ante la Fiscalía por los presuntos delitos de amenaza de muerte e incitación al odio. Posteriormente, López-Aliaga se defendió diciendo que se refería a la «muerte política» del candidato presidencial.
Tras la victoria de Pedro Castillo en las elecciones generales de 2021, reconoció su derrota. Sin embargo, con el ascenso del valor del dólar, comentó que Julio Velarde (presidente del Banco Central de Reserva del Perú) «debió dejar el tipo de cambio en seis soles para que la gente pobre sienta».
En marzo de 2021, López Aliaga criticó a IDL-Reporteros y a George Soros por su supuesto vínculo con este medio. Tras lo cual, el diario La República reportó que George Soros es socio mayoritario de la empresa Perú Holding de Turismo en donde López Aliaga es el presidente del directorio, habiendo reportado él mismo esto en las memorias anuales que entregó a la Superintendencia del Mercado de Valores (SMV). En septiembre de 2022, este portal publicó que la Fiscalía peruana inició investigación preparatoria a López-Aliaga por el presunto delito de lavado de activos a raíz del caso Panamá Papers, por las ganancias de una de las compañías offshore a su nombre a costa de un esquema de corrupción en la Caja Metropolitana durante la gestión de Susana Villarán en la Municipalidad de Lima.

### Como alcalde de Lima
Su gestión como alcalde fue muy criticada por su desempeño en el cargo. A pesar de su promesa de austeridad, recurría a consultorías y bufetes. Según un estudio del Instituto Peruano de Economía, desde que llegó al poder, Lima dejó de ser la ciudad más productiva del país, siendo superada por Moquegua. En ese periodo, un empresario denunció que la municipalidad que le exigía sobornos para evitar el cierre de su hostal. Asimismo, 500 extrabajadores denunciaron a la municipalidad por no renovar sus contratos, sin detallar los motivos exigidos por estar afiliados al régimen CAS. Fuera de la capital peruana, López Aliaga desafió a las protestas en su contra en Juliaca, donde los ciudadanos le acusaron de haber permitido la represión policial durante la toma de Lima.
López Aliaga gestionó ante el Ministerio de Economía y Finanzas la aprobación de un endeudamiento para la Municipalidad de Lima que superaba en casi cuatro veces los ingresos propios del municipio. Según las declaraciones del presidente del Consejo Fiscal, este endeudamiento se destinaría a la financiación de 23 proyectos de inversión en 2024. Además, el político aprobó una licitación por casi 15 millones de soles de un minisistema de transporte a caballo inspirado en la ciudad española de Sevilla.
López Aliaga ha contratado equipos de filmación para promocionar su imagen y ha colaborado con streamers y tiktokers, inicialmente como parte de una estrategia para atraer turismo. Uno de esos encuentros fue con IShowSpeed en 2025, a quien le entregó las llaves de la ciudad, hecho que el periodista César Hildebrandt lo calificó de «espectáculo crepuscular». López Aliaga fue incluso objeto de controversia por permitir que la empresaria y personalidad de televisión Alejandra Baigorria, cuyo padre tiene vínculos con el burgomaestre, realizara una exclusiva boda en la Plaza de Armas.
En alguna ocasión, arremetió contra la prensa, en una de las cuales se dirigió a Marco Sifuentes, presentador de La Encerrona. Solicitó encarcelar a Sifuentes por difundir un reportaje sobre la adquisición de locomotoras del servicio de transporte Caltrain por 24 millones de dólares para operar el tren de cercanías Lima-Chosica y lo llamó «pasquín». Posteriormente, arremetió contra el periodista Eloy Marchán por revelar que no estaba haciendo nada para combatir el incendio de Barrios Altos.
Al mismo tiempo, apoyó la censura de la obra María Maricón, que estuvo a punto de presentarse en el festival Saliendo de la Caja de la Pontificia Universidad Católica del Perú. La universidad ofreció «disculpas a la comunidad y a la opinión pública». Más adelante, la universidad canceló una conferencia en la que iba a participar el alcalde, tras recibir un fuerte rechazo por parte de grupos de estudiantes pro derechos humanos.

#### Pleito arbitrario contra Rutas de Lima
En 2023, López Aliaga, ya ejerciendo como alcalde de Lima, se enfrentó con Rutas de Lima por el incremento del cobro de los peajes en un tramo de la Panamericana Norte, ubicado en el distrito de Puente Piedra. El acalde solicitó ante el Tribunal Constitucional que se deshaga del contrato. Sin embargo, la empresa lo acusó de fomentar una campaña de hostigamiento.
Al año siguiente, se propuso elaborar una ruta alterna para saltar la zona de peaje que fue desconsiderada por López Aliaga. Mientras tanto, un tribunal de arbitraje falló a favor de Rutas de Lima. López Aliaga atribuyó la decisión a una supuesta influencia de Odebrecht, que le motivó usarlo como excusa para solicitar acceso a carriles exclusivos del Metropolitano para su vehículo particular.  Además, intentó apelar en varias ocasiones ante el arbitraje internacional, pero no lo consiguió, por lo que terminó despidiendo a los abogados que había contratado por 9 millones de dólares.

## Historial electoral
|  | 11.46 % |

|  | 11.75 % |

|  | 26.34 % |

## Niveles de aprobación

### Sondeos de opinión
| Encuestadora/Medio              | Fecha             | Muestra | Rafael López Aliaga (Alcalde de Lima) | Rafael López Aliaga (Alcalde de Lima) | Rafael López Aliaga (Alcalde de Lima) | Rafael López Aliaga (Alcalde de Lima) |     |    |    |   |     |
| Encuestadora/Medio              | Fecha             | Muestra | Aprob.                                | Desap.                                | NS/NO                                 | Dif.                                  |     |    |    |   |     |
| ------------------------------- | ----------------- | ------- | ------------------------------------- | ------------------------------------- | ------------------------------------- | ------------------------------------- | --- | -- | -- | - | --- |
| Encuestadora/Medio              | Fecha             | Muestra | Ipsos Perú/América                    | 4–7 jun 2024                          | NS/NO                                 | Dif.                                  | 462 | 25 | 69 | 6 | –44 |
| Datum Internacional/El Comercio | 1–4 jun 2024      | 401     | 31                                    | 63                                    | 6                                     | –32                                   |     |    |    |   |     |
| Ipsos Perú/Perú 21              | 9–10 may 2024     | 463     | 32                                    | 59                                    | 9                                     | –27                                   |     |    |    |   |     |
| Datum Internacional/El Comercio | 5–8 abr 2024      | 403     | 32                                    | 61                                    | 7                                     | –29                                   |     |    |    |   |     |
| Ipsos Perú/América              | 4–5 abr 2024      | ?       | 33                                    | 59                                    | 8                                     | –26                                   |     |    |    |   |     |
| Ipsos Perú/Perú 21              | 21–22 mar 2024    | ?       | 30                                    | 64                                    | 6                                     | –34                                   |     |    |    |   |     |
| Datum Internacional/El Comercio | 1–4 mar 2024      | 378     | 28                                    | 63                                    | 9                                     | –35                                   |     |    |    |   |     |
| Ipsos Perú/América              | 8–9 feb 2024      | ?       | 32                                    | 61                                    | 7                                     | –29                                   |     |    |    |   |     |
| Datum Internacional/El Comercio | 3–6 feb 2024      | 401     | 27                                    | 65                                    | 8                                     | –38                                   |     |    |    |   |     |
| IEP/La República                | 19–24 ene 2024    | 368     | 19                                    | 70                                    | 11                                    | –51                                   |     |    |    |   |     |
| Ipsos Perú/Perú 21              | 11–12 ene 2024    | 469     | 30                                    | 63                                    | 7                                     | –33                                   |     |    |    |   |     |
| Datum Internacional/El Comercio | 6–9 ene 2024      | 403     | 30                                    | 64                                    | 6                                     | –34                                   |     |    |    |   |     |
| Ipsos Perú/América              | 6–7 dic 2023      | ?       | 32                                    | 62                                    | 6                                     | –30                                   |     |    |    |   |     |
| Datum Internacional/El Comercio | 1–6 dic 2023      | 401     | 28                                    | 65                                    | 7                                     | –37                                   |     |    |    |   |     |
| Ipsos Perú/Perú 21              | 9–10 nov 2023     | 461     | 31                                    | 62                                    | 7                                     | –31                                   |     |    |    |   |     |
| Datum Internacional/El Comercio | 3–7 nov 2023      | 400     | 29                                    | 64                                    | 7                                     | –35                                   |     |    |    |   |     |
| Ipsos Perú/América              | 12–13 oct 2023    | ?       | 37                                    | 57                                    | 6                                     | –20                                   |     |    |    |   |     |
| Datum Internacional/El Comercio | 30 sep–3 oct 2023 | 403     | 36                                    | 56                                    | 8                                     | –20                                   |     |    |    |   |     |
| Datum Internacional             | 8–12 sep 2023     | 413     | 37                                    | 56                                    | 7                                     | –19                                   |     |    |    |   |     |
| Ipsos Perú/Perú 21              | 7–8 sep 2023      | 465     | 36                                    | 56                                    | 8                                     | –20                                   |     |    |    |   |     |
| Ipsos Perú/América              | 10–11 ago 2023    | ?       | 39                                    | 53                                    | 8                                     | –14                                   |     |    |    |   |     |
| Datum Internacional             | 4–7 ago 2023      | 405     | 38                                    | 54                                    | 8                                     | –16                                   |     |    |    |   |     |
| Ipsos Perú/Perú 21              | 13–14 jul 2023    | ?       | 38                                    | 54                                    | 8                                     | –16                                   |     |    |    |   |     |
| Datum Internacional             | 30 jun–4 jul 2023 | 415     | 41                                    | 50                                    | 9                                     | –9                                    |     |    |    |   |     |
| Ipsos Perú/América              | 8–9 jun 2023      | ?       | 40                                    | 54                                    | 6                                     | –14                                   |     |    |    |   |     |
| Datum Internacional             | 3–7 jun 2023      | 392     | 40                                    | 44                                    | 16                                    | –4                                    |     |    |    |   |     |
| Ipsos Perú/Perú 21              | 11–12 may 2023    | 463     | 44                                    | 46                                    | 10                                    | –2                                    |     |    |    |   |     |
| Datum Internacional             | 6–9 may 2023      | 401     | 50                                    | 41                                    | 9                                     | +9                                    |     |    |    |   |     |
| IEP/La República                | 22–27 abr 2023    | 355     | 35                                    | 52                                    | 13                                    | –17                                   |     |    |    |   |     |
| Ipsos Perú/América              | 13–14 abr 2023    | 462     | 40                                    | 49                                    | 11                                    | –9                                    |     |    |    |   |     |
| Datum Internacional             | 10–12 abr 2023    | 401     | 45                                    | 45                                    | 10                                    | —                                     |     |    |    |   |     |
| Ipsos Perú/Perú 21              | 25–26 mar 2023    | ?       | 44                                    | 47                                    | 9                                     | –3                                    |     |    |    |   |     |
| Datum Internacional             | 3–7 mar 2023      | 398     | 49                                    | 37                                    | 14                                    | +12                                   |     |    |    |   |     |
| Ipsos Perú/América              | 9–10 feb 2023     | ?       | 48                                    | 36                                    | 16                                    | +12                                   |     |    |    |   |     |
| Datum/Perú 21/Gestión           | 3–7 feb 2023      | 404     | 46                                    | 41                                    | 13                                    | +5                                    |     |    |    |   |     |
| CPI/RPP                         | 24–27 ene 2023    | 500     | 45.0                                  | 35.3                                  | 19.7                                  | +9.7                                  |     |    |    |   |     |
| Ipsos Perú/Perú 21              | 12–13 ene 2023    | 460     | 44                                    | 39                                    | 17                                    | +5                                    |     |    |    |   |     |

### Encuestas adicionales
La Consultoría Interdisciplinaria en Desarrollo señaló en una encuesta realizada en septiembre de 2023 que López Aliaga obtuvo un 29%, siendo el único peruano en esta lista, ubicándose en el último lugar de las personalidades más representativas de Latinoamérica.